# Tila (Chiapas)
Tila é um município do estado do Chiapas, no México. A população do município calculada no censo 2005 era de 63.172 habitantes.